# 聖羅薩德基韋斯區

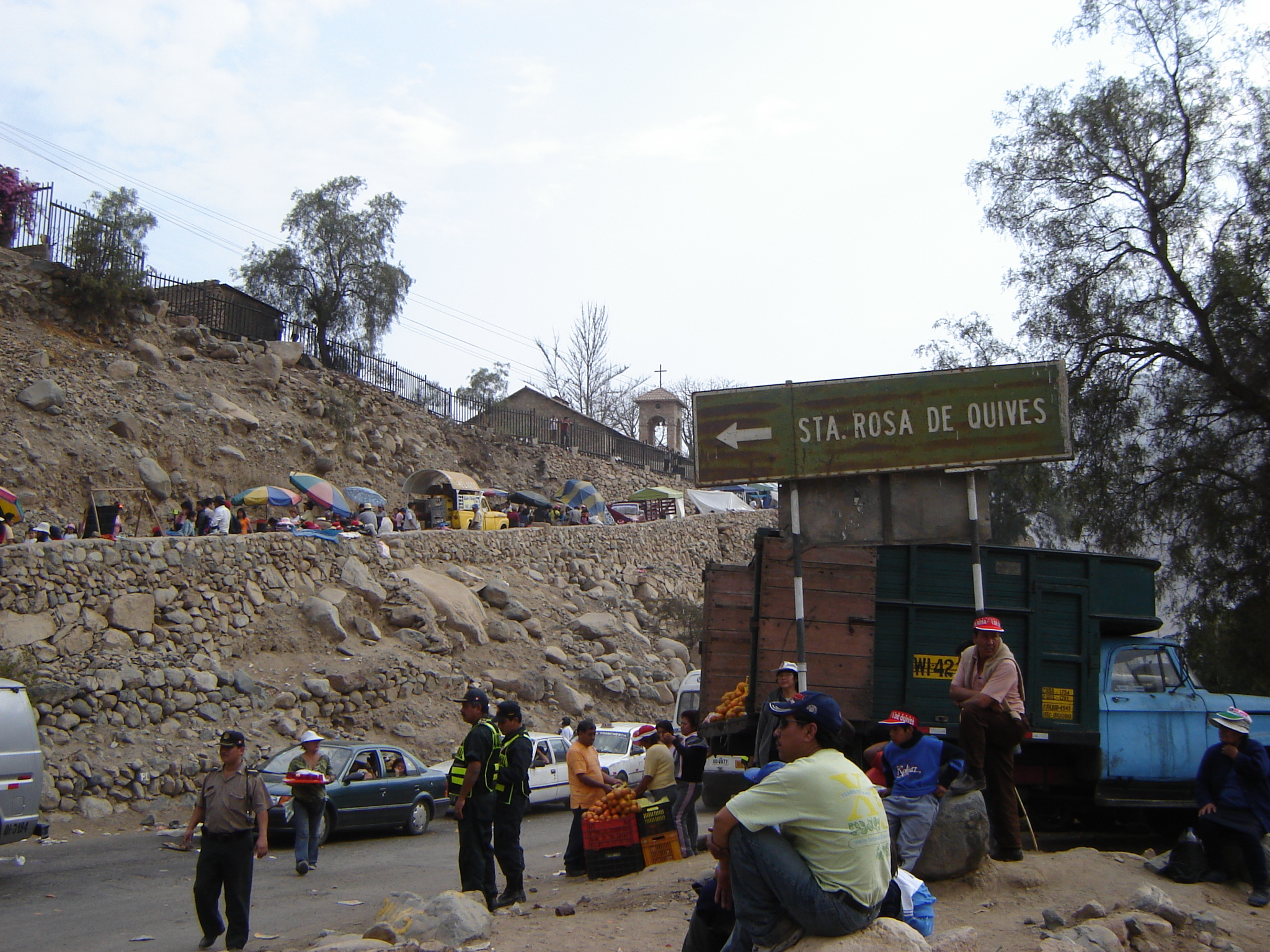

11°41′43″S 76°50′49″W / 11.6952°S 76.8470°W
聖羅薩德基韋斯區（西班牙語：Distrito de Santa Rosa de Quives），是秘魯的一個區，位於該國中南部利馬大區的坎塔省，始建於1952年1月16日，面積364.4平方公里，海拔高度940米，2005年人口5,855，人口密度每平方公里16人。